# North Pole
North Pole je malé město ve vnitrozemí Aljašky v USA, nacházející se v těsné blízkosti většího města Fairbanks. Žije zde okolo 2000 obyvatel. Název města v překladu z angličtiny znamená Severní pól, nicméně skutečný severní pól se nachází o zhruba 2700 km severněji (a severní polární kruh o 201 km severněji). Průměrná teplota ve městě v průběhu roku je −2,2 °C, v červenci 22,6 °C a v lednu −18,7 °C.
Hlavní atrakcí města je zdejší vánoční obchod, v blízkosti kterého se nachází největší sklolaminátová socha Santy Clause na světě a malý výběh se soby. Na zdejší poštu před Vánoci každoročně přichází tisíce dopisů adresovaných Santu Clausovi, protože se tradičně uvádí, že žije na severním pólu. Ve městě funguje komunitní program, jehož cílem je odpovědět na všechny tyto poslané dopisy. Mnozí lidé také na místní poštu posílají vánoční přáníčka s cílem získat místní poštovní razítko.
Ve městě se nacházejí ulice jejichž názvy jsou inspirovány vánoční tematikou (ulice Santy Clause, sněhulákova nebo svatého Mikuláše). Městské lampy připomínají cukrové hole (candy cane).
Ceny nemovitostí v North Pole patří mezi nejnižší na celé Aljašce.

## Historie
Území mezi jižní fairnbanskou dálnicí a řekou Tanana v roce 1947 získali formou homesteadu Bon V. a Bernice Davisovi. V roce 1952 toto území zakoupila společnost Dahl and Gaske Development Company a přejmenovala ho na současný název North Pole, za účelem na toto území přilákat výrobce hraček. Již téhož roku zde byla založena pošta i obchod se suvenýry. V roce 1953 se North Pole stalo městem. V blízkosti města byly také provozovány dvě ropné rafinerie, které byly uzavřeny poté, co se zjistilo, že znečišťují zdejší podzemní vody sulfolanem.

## Osobnosti města
- Santa Claus (narozen 1947 jako Thomas Patrick O'Connor), místostarosta města, nezávislý kandidát do kongresu a politický aktivista, známý svou imitací slavné vánoční postavy.
- Bob Ross (1942–1995), malíř, který ve městě žil téměř 10 let, přičemž okolní krajina sloužila jakožto inspirace pro některá jeho díla.